# 파스타 에 파졸리
파스타 에 파졸리 혹은 파스타 파졸리는 "파스타와 콩"을 의미하며 이탈리아 요리로서 육류가 들어가지 않은 전통 요리다. 피자나 폴렌타 등 요리처럼 서민의 요리로 자리매김하여 출발했으며 콩과 파스타면으로만 가능하기 때문에 더 용이했다. 그러나 오늘날에는 이탈리아 요리를 전문으로 하지 않는 식당에서도 찾을 수 있을 정도로 이탈리아에서는 많이 퍼져 있다. 미국에서는 복수형을 따서 pasta fazool 또는 pastafazool로 부른다.
파스타 파졸리는 카넬리니나 보르로티콩을 사용하며 파스타면으로는 디탈리니나 엘보 마카로니를 사용한다. 올리브유와 마늘, 으깬 양파, 향신료나 토마토 소스나 스튜를 만들어 만든다. 전통적으로 집에서는 남은 기름을 사용하기도 한다. 일부 개량형에서는 토마토를 전혀 넣지 않기도 하며 프로슈토를 쓰기도 한다.
마을이나 지역에 따라 요리법이 천차만별이라 아주 다양하며 콩에 따라서도 맛이 좌우될 정도다. 계절마다 달리 먹을 수도 있어 파네코타나 프로슈토를 겨울에 쓰고 여름에는 쓰지 않는다.
이탈리아어로 콩을 의미하는 단어가 방언에 따라 다양하기 때문에 달리 불리기도 한다.

## 같이 보기
- 미네스트로네